# Hyponerita lucens
Hyponerita lucens là một loài bướm đêm thuộc phân họ Arctiinae, họ Erebidae.